# Weidenblättrige Aster
Die Weidenblättrige Aster (Symphyotrichum salignum) ist eine Hybride zwischen den beiden Arten Neubelgische Aster (Symphyotrichum novi-belgii) und Lanzettblättrige Aster  (Symphyotrichum lanceolatum) aus der Gattung Symphyotrichum.
Als deutscher Trivialname ist für die Gegend bei Schulzendorf und Lüdersdorf in der Mark auch die Bezeichnung Orant belegt.

## Beschreibung
Grundsätzlich weist die Weidenblättrige Aster eine starke Ähnlichkeit mit der Neubelgischen Aster auf, einer der beiden Mutterarten, und lässt sich von dieser wenn überhaupt durch kleinere Blüten, einen höheren Wuchs und schmale oberste Blätter unterscheiden.

### Vegetative Merkmale
Symphyotrichum salignum ist eine ausdauernde krautige Pflanze, die eine Wuchshöhe von 60 bis 130 cm erreicht. Der aufrechte Stängel ist kantig, an der Spitze reich verzweigt und kurzbehaart. Die Stängelblätter sind lanzettlich und wechselständig; die Oberfläche ist ebenfalls kurzbehaart und rau.

### Generative Merkmale
Die Blütenkörbe weisen einen Durchmesser von 2 bis 3 Zentimetern auf. Während die Röhrenblüten gelb und klein sind, weisen die Zungenblüten eine hell-weißliche bis rot-blaue Färbung auf. Die Blüte ist coenokarp und besteht aus fünf Staubblättern, einem Griffel und zwei Narben.
Die Chromosomenzahl beträgt 2n = 18.

## Ökologie
Die Blütezeit der Weidenblättrigen Aster reicht von August bis Oktober. Symphyotrichum salignum bildet keine Frucht aus. Sie ist ein Wurzelkriech-Pionier.

## Vorkommen
Bei der Weidenblättrigen Aster handelt es sich in Deutschland um einen eingebürgerten Neophyten, wobei beide Ursprungsarten aus Nordamerika stammen. Als verwilderte Zierpflanze ist sie spätestens seit dem 19. Jahrhundert in Mitteleuropa heimisch und findet sich heute unter anderem auch in Skandinavien. Sie ist in Mitteleuropa eine Charakterart des Verbandes Senecion fluviatilis, kommt aber auch in Convolvulion-Gesellschaften vor.
In Deutschland gilt die Weidenblättrige Aster als nicht gefährdet und erfährt daher keinen besonderen gesetzlichen Schutz.

## Systematik
Die Erstveröffentlichung erfolgte 1803 unter dem Namen (Basionym) Aster ×salignus durch Carl Ludwig Willdenow. Die Neukombination zu Symphyotrichum salignum (Willd.) G.L.Nesom wurde 1995 durch Guy L. Nesom veröffentlicht. Weitere Synonyme für Symphyotrichum salignum (Willd.) G.L.Nesom sind Aster hungaricus Poir., Aster salicifolius Scholler nom illeg. non Lam. oder Aster novi-belgii agg.